# Tiffany Stratton
Jessica Woynilko (ur. 1 maja 1999 w Prior Lake) – amerykańska wrestlerka, kulturystka i gimnastyczka. W 2021 r. rozpoczęła rywalizację w amerykańskiej federacji World Wrestling Entertainment (WWE), gdzie została przydzielona do brandu NXT pod pseudonimem ringowym Tiffany Stratton. Jednokrotnie zdobyła mistrzostwo kobiet NXT.

## Mistrzostwa i osiągnięcia
- WWE
  - NXT Women’s Championship (1 raz)
  - NXT Women’s Championship Tournament (2023)
  - NXT Year-End Award
    - Female Superstar of the Year (2023)[6]